# Бур де Зиро
Бур де Зиро (фр. Bourg-de-Sirod) насеље је и општина у источној Француској у региону Франш-Конте, у департману Јура која припада префектури Лон ле Соније.
По подацима из 2011. године у општини је живело 95 становника, а густина насељености је износила 21,49 становника/km². Општина се простире на површини од 4,42 km². Налази се на средњој надморској висини од 600 метара (максималној 804 m, а минималној 529 m).

## Демографија
| 1962. | 1968. | 1975. | 1982. | 1990. | 1999. | 2011. |
| ----- | ----- | ----- | ----- | ----- | ----- | ----- |
| 62    | 83    | 81    | 68    | 63    | 86    | 95    |

График промене броја становника у току последњих година